# Michela Fanini
Michela Fanini (ur. 23 marca 1973 w Lukce, zm. 16 października 1994 w Capannori) – włoska kolarka szosowa, brązowa medalistka mistrzostw świata.

## Kariera
Największy sukces w karierze Michela Fanini osiągnęła w 1993 roku, kiedy wspólnie z Robertą Bonanomi, Alessandrą Cappellotto i Fabianą Luperini zdobyła brązowy medal w drużynowej jeździe na czas podczas mistrzostw świata w Oslo. W 1992 roku została mistrzynią kraju w wyścigu ze startu wspólnego, a w 1994 roku zwyciężyła w klasyfikacji generalnej Giro d'Italia Femminile. Nigdy nie wystąpiła na igrzyskach olimpijskich.
16 października 1994 roku zginęła w wypadku samochodowym. Jej memoriałem jest wyścig kolarski kobiet Premondiale Giro Toscana Int. Femminile.